# Anarytropteris fallax
Anarytropteris fallax är en insektsart som beskrevs av Boris Petrovich Uvarov 1924. Anarytropteris fallax ingår i släktet Anarytropteris och familjen vårtbitare. Inga underarter finns listade i Catalogue of Life.